# Xã Nevada, Quận Story, Iowa
Xã Nevada (tiếng Anh: Nevada Township) là một xã thuộc quận Story, tiểu bang Iowa, Hoa Kỳ. Năm 2010, dân số của xã này là 6.820 người.